# Volcà Taupo
El volcà Taupo forma part de la zona volcànica de Taupo, una regió amb activitat volcànica que s'estén des de Ruapehu, al sud, a través de les regions de Taupo i Rotorua, fins White Island, a la badia de Plenty. El llac Taupo, al centre de l'Illa del Nord (Nova Zelanda), és de fet el centre de la caldera d'un enorme volcà riolític. Aquest enorme volcà ha produït dues de les erupcions més violentes de la història en temps geològics recents.
El Taupo va començar l'activitat eruptiva fa uns 300.000 anys, però les erupcions principals que encara afecten el paisatge del voltant són l'erupció Oruanui, fa uns 26.500 anys, responsable de la forma de l'actual caldera, i l'erupció Hatepe, fa uns 1.800 anys. Això no obstant, hi ha hagut moltes altres erupcions, si fa no fa 1 cada 1000 anys.

## Erupcions riolítiques
El volcà Taupo erupciona riolita, un magma viscós amb un alt contingut de sílice. Si el magma no conté gaire gas, la riolita tendeix a formar un dom de lava, però quan la riolita es barreja amb gas o vapor les seves erupcions poden ser extremadament violentes. El magma bull i forma pumicita i cendra que s'expel·leix amb gran virulència. La columna eruptiva s'eleva en l'atmosfera i finalment descendeix a terra, vestint el paisatge com si fos de neu.
Si el material expulsat es refreda molt ràpidament es torna més dens que l'aire, com no es pot elevar gaire amunt es desploma de nou a terra, formant fluxos piroclàstics que colpegen la superfície com l'aigua d'una cascada, estenent-se pels costats a enorme velocitat. Quan la pumicita i la cendra s'assenten encara estan prou calentes per mantenir-se juntes en forma de roca anomenada ignimbrita. El flux piroclàstic pot viatjar a centenars de kilòmetres per hora.
Les primeres erupcions d'ignimbrita, algunes d'elles enormes, foren més al nord de Taupo. Dues d'elles, al voltant d'1 i 1,25 milions d'anys van ser prou grans per generar una capa d'ignimbrita que va cobrir l'Illa del Nord des d'Auckland fins a Napier. Si bé el Taupo ha estat actiu durant 300.000 anys, les erupcions explosives són més comunes en els últims 65.000 anys.

## L'erupció Oruanui

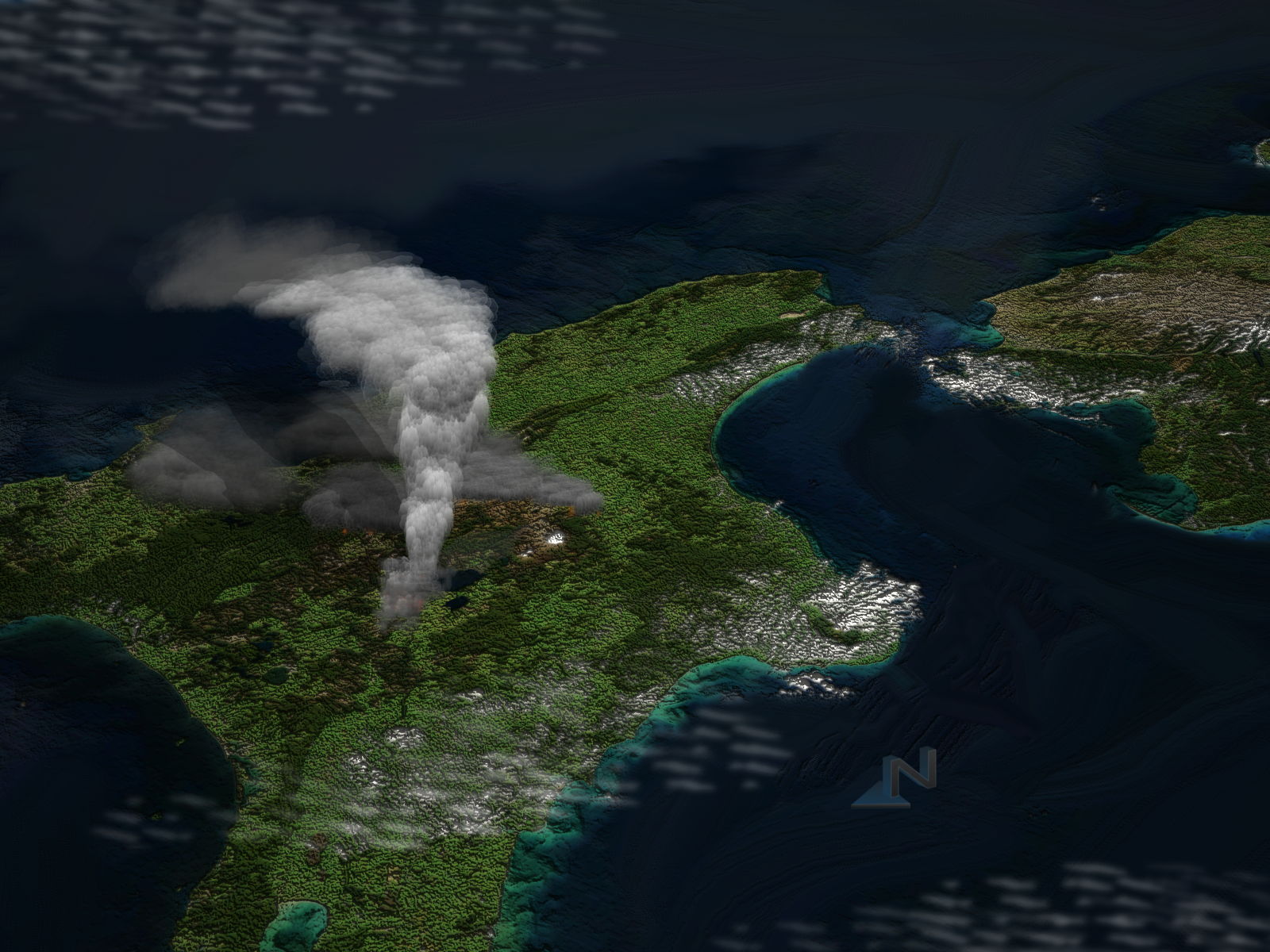
Recreació amb ordinador de com s'hagués vist des de l'espai la columna eruptiva durant l'erupció Oruanui.

L'erupció del volcà Taupo, coneguda com a "Oruanui", fou la més gran dels últim 70.000 anys, amb un índex d'explosibilitat volcànica de 8. Va ser fa 26.500 anys, durant el Plistocè superior, i va produir uns 1.170 km³ de tefra. L'erupció es divideix en deu fases, basant-se en les precipitacions del material volcànic. Les nou primeres fases eruptives van variar les sortides de magma, mentre que el desplegament màxim de la caldera es va donar en l'última fase, mal conservada però volumètricament dominant. El modern llac Taupo omple la caldera generada durant aquesta explosió. Sota el llac s'oculta una zona col·lapse estructural de 140 km², mentre que el contorn del llac reflecteix el col·lapse tectònic perifèric.
L'erupció Oruanui presenta característiques inusuals: naturalesa episòdica, àmplia gamma de condicions de dipòsit i una complexa interacció de les caigudes de lava i els fluxos piroclàstics. La tefra de l'erupció va cobrir gran part del centre d'Illa del Nord amb ignimbrita amb un gruix de fins a 200 metres. La major part de Nova Zelanda es veié afectada per la pluja de cendra, que va arribar a afectar fins i tot les illes Chatham, a 1.000 km de distància, amb una capa de cendra de fins a 18cm. L'erosió i sedimentació posteriors tingueren efectes de llarga durada en el paisatge, i feren que el riu Waikato canviés el seu curs cap al mar de Tasmània.

## L'erupció Hatepe

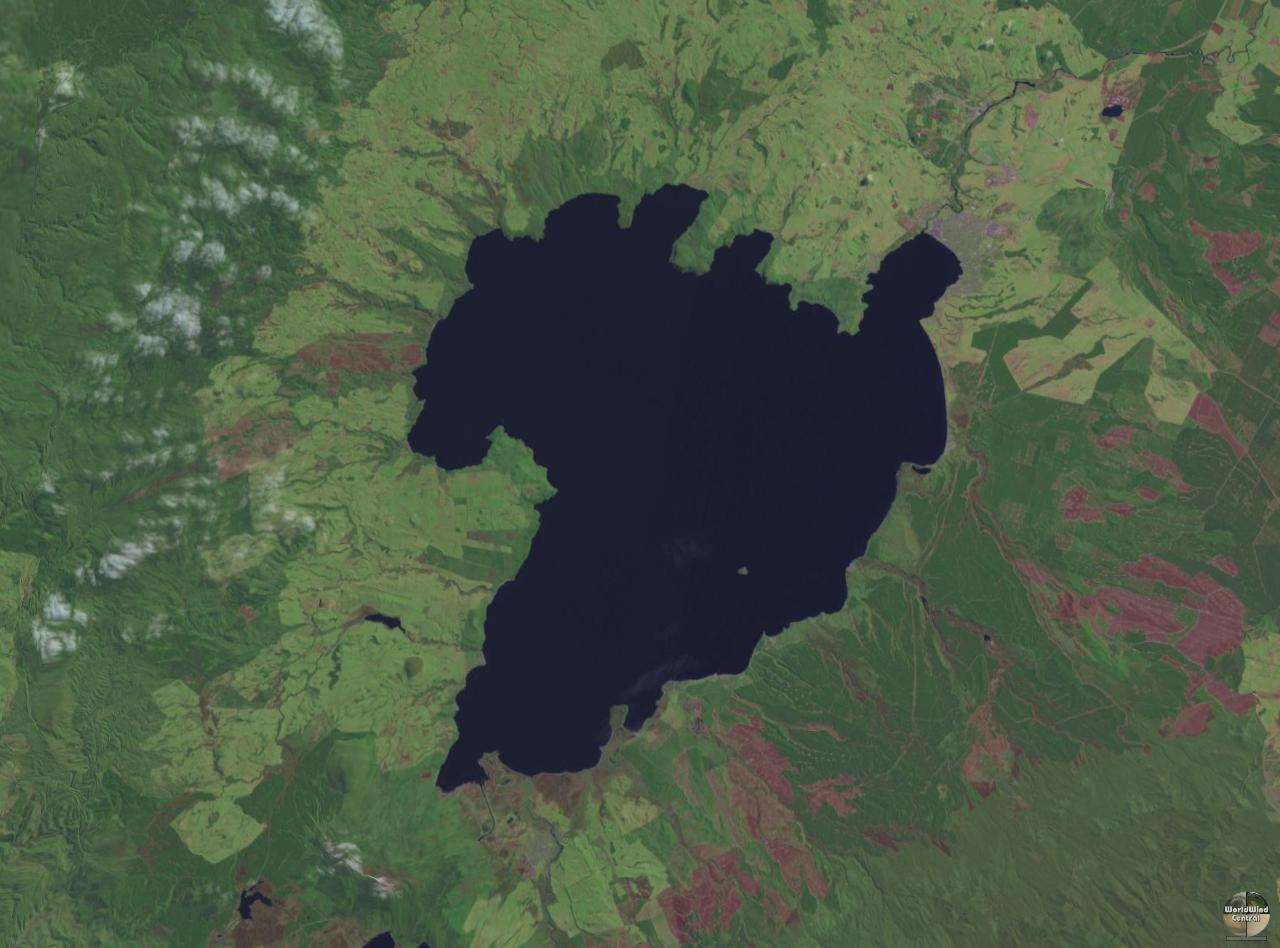
Vista del llac des de l'espai.

L'erupció Hatepe (també anomenada erupció de Taupo) deu el seu nom als dipòsits plinians de pumicita. Va passar al voltant de l'any 180EC i fou l'erupció recent més gran del llac Taupo i la més gran de tota Nova Zelanda dels últims 20.000 anys. Va expulsar uns 120 km³ de material, 30 km³ dels quals en pocs minuts i assolint un nivell 7 en l'índex d'explosibilitat volcànica. Es creu que la seva columna eruptiva va assolir els 50 kilòmetres d'alçada, el doble que la columna eruptiva de l'erupció del Saint Helens el 1980. Això fa que l'erupció de Hatepe sigui una de les erupcions volcàniques més violentes dels últims 5000 anys. La cendra expulsada enrogí el cel sobre Roma i la Xina.

### Fases de l'erupció
Malgrat la uniforme composició del magma extrudit, l'erupció va incloure freatomagnetisme, erupcions plinianes i grans fluxos piroclàstics. Els doms de lava riolítica van sorgir alguns anys o dècades més tard, formant els esculls de Horomatangi i el banc de Waitahanui. S'identifiquen diversos estadis, dels quals se'n diferencien clarament 5. S'acostuma a dividir l'erupció en les fases següents:
1. Erupció menor sota l'antic llac Taupo.
2. Increment dramàtic de l'activitat que forma una gran columna eruptiva a partir d'una sortida secundària de magma i que aboca pumicita que abasta una extensa àrea.
3. L'aigua penetra a l'obertura principal, produint dipòsits de cendra negra i rics en obsidiana.
4. Una erupció encara més gran allibera pumicita en una immensa àrea i deixa petits dipòsits d'ignimbrita.
5. Es produeix la part més destructiva de l'erupció. Un tros de la sortida de magma es col·lapsa i allibera uns 30 km³ de material en pocs minuts que formen un ràpid flux piroclàstic (600-900 km/h).

Els fluxos piroclàstics principals van devastar l'àrea del voltant, "escalant" més de 1.500 metres traspassant la serralada de Kaimanawa i el mont Tongariro, i cobrint d'ignimbrita uns 80 km², des de Rotorua fins a Waiouru. Només Ruapehu es trobava prou elevat per desviar-ne el flux. Les valls s'ompliren d'ignimbrita, trastocant la forma de la terra. La força del flux piroclàstic fou tan devastadora que en alguns llocs l'erosió del sòl fou més gran que la quantitat d'ignimbrita que el cobrí. Tota la vegetació de l'àrea fou anihilada. Pumicita solta i dipòsits de cendra formaren lahars en els principals rius. L'erupció va expandir el llac, format després de l'encara més gran erupció d'Oruanui fa al voltant de 26.500 anys. L'obertura anterior de magma estava bloquejada i el llac es va elevar 35 metres per sobre del seu nivell actual, fins que finalment es desbordà en una gran inundació que va superar dues-centes vegades el cabal actual del riu Waikato.
S'han trobat dipòsits de la mateixa edat a la costa central de Nova Zelanda, fet que evidencia que l'erupció va provocar tsunamis locals i és possible que també provoqués un gran tsunami global (com en l'erupció del Krakatoa de 1883).

### Datació de l'erupció
L'erupció de Taupo fou en una primera instància datada a l'any 130EC basat en la radioactivitat del carboni 14 de la vegetació encapsulada en els productes de l'erupció. Això no obstant, les vint-i-dues mostres seleccionades utilitzades per obtenir la data aproximada de 1819 ± 17 anys (131, vegeu datació basada en el carboni 14) tenia desviacions més grans de la mitjana que la data mitjana per si mateixa. La majoria si no tots els geòlegs accepten ara que la tefra o la caiguda de pumicita de l'erupció fou molt més gran que el que es va creure en un primer moment (especialment 150 km3 en comptes de 14); Això significa que l'esdeveniment hauria pogut ésser visible des de la Xina a Roma. Avui s'ha acceptat de forma generalitzada que el fenomen meteorològic descrit per Fan Ye a la Xina i per Herodià a Roma es deu a aquesta erupció que, per tant, se li pot atorgar la data exacta de 186EC. De totes maneres, datacions recents amb radiocarbó fetes per R. Sparks estableixen la data al 233EC ± 13 anys (amb una fiabilitat del 95%).
Els humans no s'havien establert a Nova Zelanda de forma permanent en aquella època, i els maoris no ho farien durant uns altres mil anys, malgrat que alguns estudiosos han suggerit que Nova Zelanda fou descoberta no gaire després de l'erupció. Els humans més propers eren aquells situats a Austràlia, a més de 2000 km de distància cap a l'oest.